# Donnersbachwald
Donnersbachwald est une ancienne commune autrichienne du district de Liezen en Styrie. Le 1er janvier 2015 les communes de Donnersbach, Donnersbachwald et Irdning fusionnèrent pour former le bourg d'Irdning-Donnersbachtal.